# Ian Paisley
Ian Richard Kyle Paisley (født 6. april 1926 i Armagh, Nordirland, død 12. september 2014 i Belfast, Nordirland) var en nordirsk politiker og præst, der fra 1971 til 2008 var partileder hos Democratic Unionist Party, som han førte frem til at blive Nordirlands største politiske parti. Han fungerede desuden fra maj 2007 til juni 2008 som nordirsk førsteminister.